# 程咸
程咸（?—?），字延休，西晋文学家。
程咸在曹魏正元年间为司隶校尉府主簿。司马师专权时，時任司隸校尉的何曾收到陳情命令程咸上議《議蠲出女科》，使朝廷修改女性受株連的刑法。西晋泰始十年（274年）之後，程咸历任散骑常侍、左通直郎、侍中等职。西晋灭孙吴。晋武帝派遣侍中程咸犒劳，赐贾充帛八千匹，增邑八千户。原有集三卷，已佚。《全上古三代秦汉三国六朝文》存其文三篇。《先秦汉魏晋南北朝诗》存其诗二首。